# Гемптон (Іллінойс)
Гемптон (англ. Hampton) — селище (англ. village) в США, в окрузі Рок-Айленд штату Іллінойс. Населення — 1779 осіб (2020).

## Географія
Гемптон розташований за координатами 41°33′20″ пн. ш. 90°24′12″ зх. д. / 41.55556° пн. ш. 90.40333° зх. д. (41.555683, -90.403359).  За даними Бюро перепису населення США в 2010 році селище мало площу 4,28 км², уся площа — суходіл.

## Демографія
Згідно з переписом 2010 року, у селищі мешкали 1863 особи в 762 домогосподарствах у складі 582 родин. Густота населення становила 435 осіб/км².  Було 803 помешкання (188/км²).
Расовий склад населення:
| - 95,2 % — білих - 0,9 % — чорних або афроамериканців - 0,3 % — корінних американців - 0,1 % — азіатів - 2,2 % — осіб інших рас |

До двох чи більше рас належало 1,3 %. Частка іспаномовних становила 7,5 % від усіх жителів.
За віковим діапазоном населення розподілялося таким чином: 22,4 % — особи молодші 18 років, 60,2 % — особи у віці 18—64 років, 17,4 % — особи у віці 65 років та старші. Медіана віку мешканця становила 45,0 року. На 100 осіб жіночої статі у селищі припадало 100,8 чоловіків;  на 100 жінок у віці від 18 років та старших — 97,9 чоловіків також старших 18 років.
Середній дохід на одне домашнє господарство  становив 85 946 доларів США (медіана — 68 850), а середній дохід на одну сім'ю — 97 096 доларів (медіана — 77 788). Медіана доходів становила 65 357 доларів для чоловіків та 41 066 доларів для жінок. За межею бідності перебувало 9,5 % осіб, у тому числі 23,0 % дітей у віці до 18 років та 1,6 % осіб у віці 65 років та старших.
Цивільне працевлаштоване населення становило 856 осіб. Основні галузі зайнятості: виробництво — 18,2 %, освіта, охорона здоров'я та соціальна допомога — 16,4 %, роздрібна торгівля — 12,5 %, мистецтво, розваги та відпочинок — 9,7 %.